# Parfondeval (Aisne)
Parfondeval es una comuna francesa situada en el departamento del Aisne, en la región de Alta Francia.
Está integrada en la asociación Les Plus Beaux Villages de France (Los Pueblos más Bonitos de Francia) en razón de su bien conservado conjunto arquitectónico, con construcciones homogéneas hechas a base de ladrillos rojos y cubiertas con techos de pizarra gris. Destaca entre ellas la iglesia fortificada de Saint-Médard, del siglo XVI.

## Demografía
| 255 | 226 | 212 | 193 | 177 | 149 | 138 |
| Para los censos de 1962 a 1999 la población legal corresponde a la población sin duplicidades (Fuente: INSEE [Consultar]) |     |     |     |     |     |     |